# 三軒茶屋星座館
『三軒茶屋星座館』（さんげんぢゃやせいざかん）は、2013年から講談社にて発行されている柴崎竜人による日本の小説シリーズ。表紙イラストはとろっち。略称は『星座館』。
第1巻は舞台となった三軒茶屋の書店、文教堂の文芸ランキングにおいて10週連続1位、ツタヤの同ランキングにおいて5週連続第1位を記録した。

## 概要
三軒茶屋の裏路地にあるプラネタリウム兼バー「三軒茶屋星座館」を舞台にした小説。各巻5話構成で、毎回テーマとなる星座が設定されている。その星座にまつわるギリシャ神話の話を交えながら、プラネタリウムに来店する一風変わった客たちの悩みを店主の大坪和真が解決していくオムニバスストーリー。また和真自身の家族の謎が全篇を通して少しずつ明らかになっていくミステリー小説でもある。
単行本は春夏秋冬と季節ごとに別れている。
各話に必ず挿入さるギリシャ神話は和真の語りによるもので、すべて現代語による超訳となっている。そのためゼウスやヘラ、アポロン、オリオン、ヘラクレスなどがヤンキー口調で登場し、その星座の起源となった物語を演じていく。

## 舞台設定
物語の舞台となっている三軒茶屋は、東京都世田谷区に実在する街である。著者である柴崎竜人が20年以上暮らしており、小説内にはランドマークであるキャロットタワーをはじめ、バッティングセンターや映画館など実在する店や場所が数多く登場する。
駅裏にある三角州と呼ばれる歓楽街は実際にあるものの、その中心の雑居ビル7階にある三軒茶屋星座館自体は創作である。あまりにビルが古いため8階フロアの床が抜け、2フロア分の天井高があるのでドーム型スクリーンのプラネタリウムを設置してあるという設定である。

## その他
- 芸能界にファンも多く、文庫本版の帯は第一巻に俳優の神木隆之介が、第二巻にミュージシャンの高橋優がコメントを寄せている。
- 単行本版にのみ、巻頭に「前巻までのあらすじ」がついている。このあらすじ紹介は本編内に登場するキャラクター「大神ゼウス」によって説明されるため、かなり曖昧でふざけたものとなっている。著者の柴崎は「前巻までのあらすじ」について「せっかくイントロダクションを作るのなら、それ自体を楽しめるものにしたかった」「これからショーが始まるって感じを楽しんでもらえるようにと考えた」と語っている。[3]

## あらすじ
古びた雑居ビルの7階にあるプラネタリウム兼バー「三軒茶屋星座館」。オーナーの大坪和真の夢は、雑誌の地域特集で三軒茶屋星座館が見開き掲載されることだったが、店はいつもガラガラで閑古鳥が鳴いている。
そんな和真のもとにある日とつぜん訪れたのは、10年近く音沙汰のなかった双子の弟・創馬だった。10年前とは別人に見えるほどマッチョな体型に変わっていた学者の創馬は、まだ幼い美少女を連れていた。彼は娘の月子に和真のことまで「お父さん」と呼ばせ、むりやり星座館に転がり込む。父2人、娘ひとりの不思議な共同生活はこうしてはじまった。
プラネタリウム・三軒茶屋星座館の名物は店主の和真による星座解説。客に求められればその星座の由来となったギリシャ神話の物語を、和真はコミカルにヤンキー口調で語っていく。星座館にやってくる一風変わった客たちはみなリアルな悩みを抱えているが、夜空が持っている壮大なストーリーと自分を重ねながら、一歩前に進む勇気をもらう。やがて星座館には仲間が集うようになり、雑居ビルの店舗のなかでも中心的な存在となっていく。
だが同時に、プラネタリウムで語られる愉快なギリシャ神話は、やがて和真と創馬、そして月子自身の切ない過去へと繋がっていく……。

## 登場人物
大坪 和真（おおつぼ かずま）
三軒茶屋の駅裏にある三角州の雑居ビルで「三軒茶屋星座館」というプラネタリウム兼バーを経営している。金髪。33歳。何年も音沙汰のなかった双子の弟・創馬が娘を連れて押しかけてきたため、しかたなく共同生活がはじまる。
大坪 創馬（おおつぼ そうま）
和真の双子の弟。素粒子物理学学者。筋肉至上主義のマッチョ。10年近くボストンで暮らしていたが、ある日とつぜん娘を連れて和真の元へ押しかける。
大坪 月子（おおつぼ つきこ）
創馬の娘の美少女。小学2年生。美しい黒髪と、白いワンピースがトレードマーク。創馬から「もう1人のお父さんだ」と和真を紹介されたため和真のことも「お父さん」と呼ぶ。
近藤 奏太（こんどう かなた）
地元の悪童を束ねる高校生。自分の年齢の倍もあるOLに恋している。その恋愛騒動が元で和真の星座館に入り浸るようになる。
リリー
三軒茶屋星座館の一階下のフロアでオカマバー「リリーの世界」を開いている中年。筋肉フェチで創馬への恋心を露わにしている。
ピカ爺（ぴかじい）
三軒茶屋星座館の常連の老人であり、星座館が入っているオンボロ雑居ビルのオーナー。いつもニットキャップを目深にかぶり、ウーロン茶を飲んでいる。無口。
谷田 栄一（たにだ えいいち）
三軒茶屋星座館の常連。女と賭博に目がない地元の不動産屋。いつもプラネタリウムの端の席で、麻雀仲間が集まるのを待ちながら眠りこけている。
宇川 葵 / AOI（うがわ あおい / あおい）
三軒茶屋星座館の常連。本当はシンガーソングライターを目指していたが、無理矢理アイドルとしてデビューさせられてしまった人気アイドル。「ミタメガAOI」というソックリさんとして星座館で押しかけバイトをしている。
凪子（なぎこ）
三軒茶屋星座館の常連。キャバクラ嬢。カメラマンである彼氏の浮気を疑うあまり、自分が変装して彼を口説いている。
保科 晃 / ホッシー（ほしな あきら）
六本木の闇金業者。和真からは疎まれているが、和真の過去を知っている様子であり、一方的に親近感を持って接触してくる。
慢ちゃん（まんちゃん）
和真が10代の頃にバイトをしていた新宿のオカマパブの店主であり、地主。
村上 雅也（むらかみ まさや）
和真が10代の頃に、慢ちゃんから紹介された新宿の事業家。その後数年間、和真は村上の元で働くことになるが、結果的に慢ちゃんの土地を巻き上げる結果となった。

## 登場星座
各巻に登場し解説される星座 / ギリシャ神話は以下の通り。
三軒茶屋星座館1 冬のオリオン
- オリオン座
- おおいぬ座
- 山羊座
- 水瓶座
- うお座

三軒茶屋星座館2 夏のキグナス
- 白鳥座
- ヘラクレス座
- 蟹座
- 獅子座
- 乙女座

三軒茶屋星座館3 春のカリスト
- おおぐま座
- こぐま座
- 牡羊座
- 牡牛座
- 双子座

三軒茶屋星座館4 秋のアンドロメダ
- カシオペア座
- ペルセウス座
- 天秤座
- 蠍座
- 射手座

## 書籍
三軒茶屋星座館1 冬のオリオン
- 単行本：2013年12月、講談社
- 文庫本：2016年2月、講談社

三軒茶屋星座館2 夏のキグナス
- 単行本：2014年8月、講談社
- 文庫本：2016年3月、講談社

三軒茶屋星座館3 春のカリスト
- 単行本：2016年3月、講談社

三軒茶屋星座館4 秋のアンドロメダ
- 単行本：2016年10月、講談社